# 1225

## Родени
- Тома Аквински, италиански теолог

## Починали
- Габдула Челбир, кан на Волжка България